# Medal „Pro Memoria”
Medal „Pro Memoria” – polskie resortowe odznaczenie cywilne, odznaka okolicznościowa z okazji 60. rocznicy zakończenia II wojny światowej, przyznawana przez Kierownika Urzędu do Spraw Kombatantów i Osób Represjonowanych.

## Charakterystyka
Medal „Pro Memoria” został ustanowiony 25 stycznia 2005 przez Kierownika Urzędu do spraw Kombatantów i Osób Represjonowanych. Uhonorowane nim mogły być  osoby fizyczne i prawne szczególnie zasłużone w utrwalaniu pamięci o ludziach i ich czynach w walce o niepodległość Polski podczas II wojny światowej i po jej zakończeniu.
Został zastąpiony 1 września 2011 przez Medal „Pro Patria”. Wnioski o odznaczenie można było składać do końca grudnia 2011.

## Opis odznaki
Odznaka ma kształt krążka. Na awersie na tle rozdartych krat  umieszczony jest orzeł z drzewca sztandaru wojskowego siedzący na obnażonej szabli skrzyżowanej z drutem kolczastym. Na rewersie znajduje się w otoku napis: „URZĄD DO SPRAW KOMBATANTÓW I OSÓB REPRESJONOWANYCH”, a pośrodku napis: „PRO MEMORIA” nad skrzyżowanymi gałązkami dębiny i wawrzynu oraz datą: „8 MAJA 2005” (60. rocznica zakończenia II wojny światowej). Odznaka została zaprojektowana przez artystów-medalierów Roussane i Andrzeja Nowakowskich.
Odznaka zawieszona jest na wstążce w kolorach granatowym, amarantowym
i czarnym, nawiązujących do wstążek Orderu Virtuti Militari, Krzyża Walecznych i Krzyża Zasługi z Mieczami.
Medal Pro Memoria nosi się na lewej stronie piersi w kolejności po odznaczeniach państwowych i Medalu Pro Patria.